# Beber (Bad Münder am Deister)

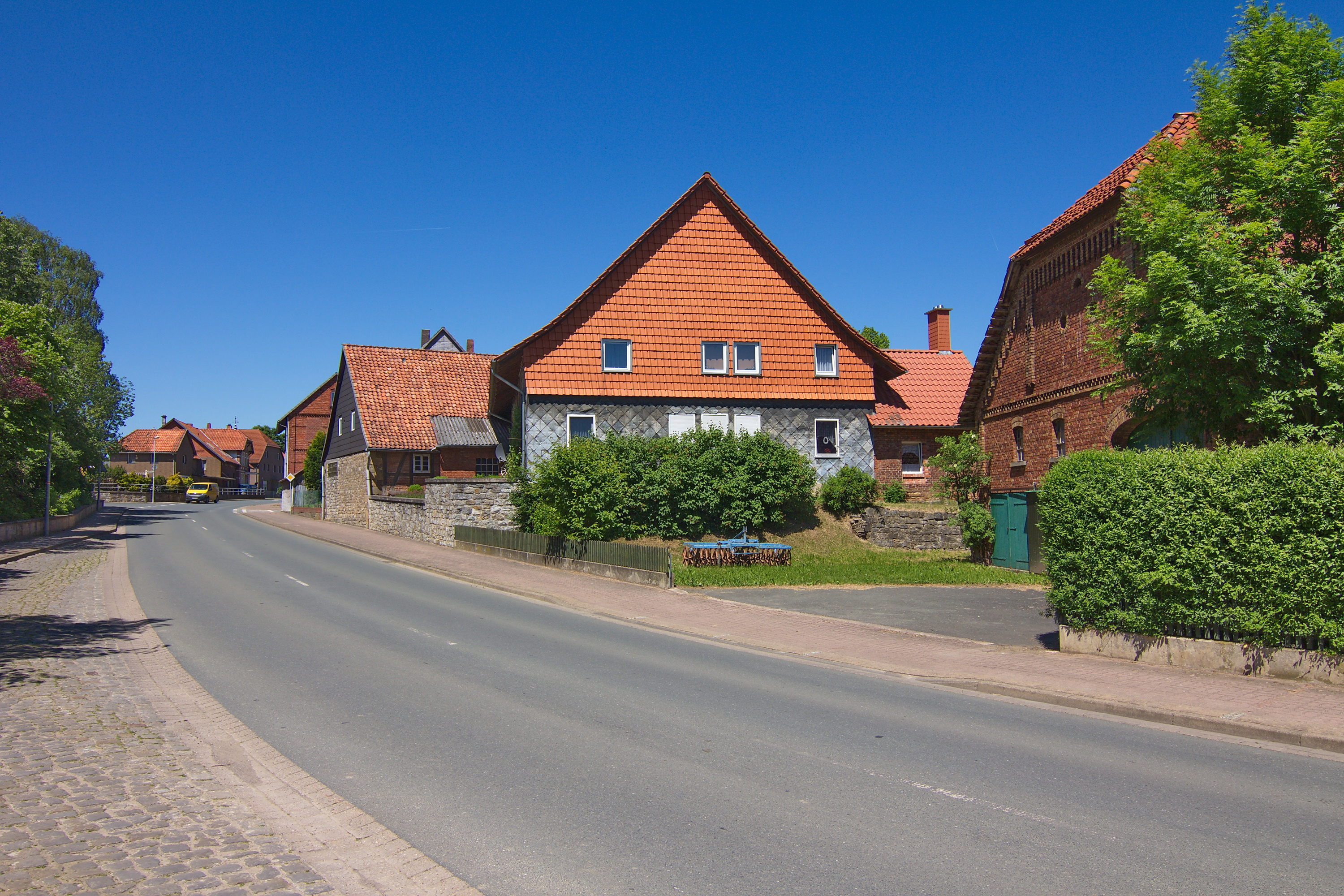
Ortsblick

Beber ist ein Ortsteil von Bad Münder am Deister im Landkreis Hameln-Pyrmont, Niedersachsen. Er liegt 6 km nordwestlich vom Stadtkern von Bad Münder entfernt.

## Geographie
Beber liegt im nördlichen Bereich der Stadt Bad Münder am Deister, im Weserbergland. Im Norden grenzt der Ort an den Landkreis Schaumburg, im Nordosten liegt der Ort Rohrsen, im Süden Bakede und im Westen erstreckt sich der bewaldete Gebirgszug des Süntel.

## Geschichte
Die erste urkundliche Erwähnung Bebers stammt aus dem Jahr 1033. Am 10. Juli 1033 wendete Kaiser Konrad II. dem 15. Bischof von Minden, Sigebert, eine Reihe von Besitzungen, darunter in „Bedebure“ zu. Bedebure ist der alte Name von Beber und hat etwa die Bedeutung von „Bethaus“. Wahrscheinlich ist aber, dass es dort bereits vor 1033 Siedlungen gab.
Im Jahr 1499 wurde die St. Magnuskirche erbaut. An gleicher Stelle gab es aber bereits vorher eine Kirche, die wegen Baufälligkeit gegen die heutige St. Magnuskirche ersetzt wurde. Ein weiterer Hinweis auf den starken Bezug auf die Kirche in Beber ist, dass bis 1848 die Verwaltung der beberschen Forste den dortigen Pastoren zustand.
Im Deister-Süntel-Tal war bis Mitte des 20. Jahrhunderts die Möbelindustrie einer der Hauptarbeitgeber der Region. So gab es auch in Beber zwei größere Stuhlfabriken: die „Stuhlfabrik August Werhahn“, die bis 1977 produzierte, und „L. Westphal & Sohn“, die bis 1967 Stühle baute.
Das Dorf Beber wurde am 1. Januar 1973 im Zuge der Gebietsreform als einer von 16 Ortsteilen zur Stadtgemeinde Bad Münder vereinigt.

## Politik
Ortsbürgermeister ist Benjamin Hachfeld (CDU).
Beber hat mit dem Nachbarort Rohrsen einen gemeinsamen Ortsrat.

## Kultur und Sehenswürdigkeiten

### Theater und Museen
- Seit 1999 gibt es das Junges Theater St. Magnus Beber. Es tourt durch das Weserbergland und führt klassische Stücke in Verbindung mit moderner Musik auf.[3]

### Bauwerke
→ St.-Magnus-Kirche (Beber)

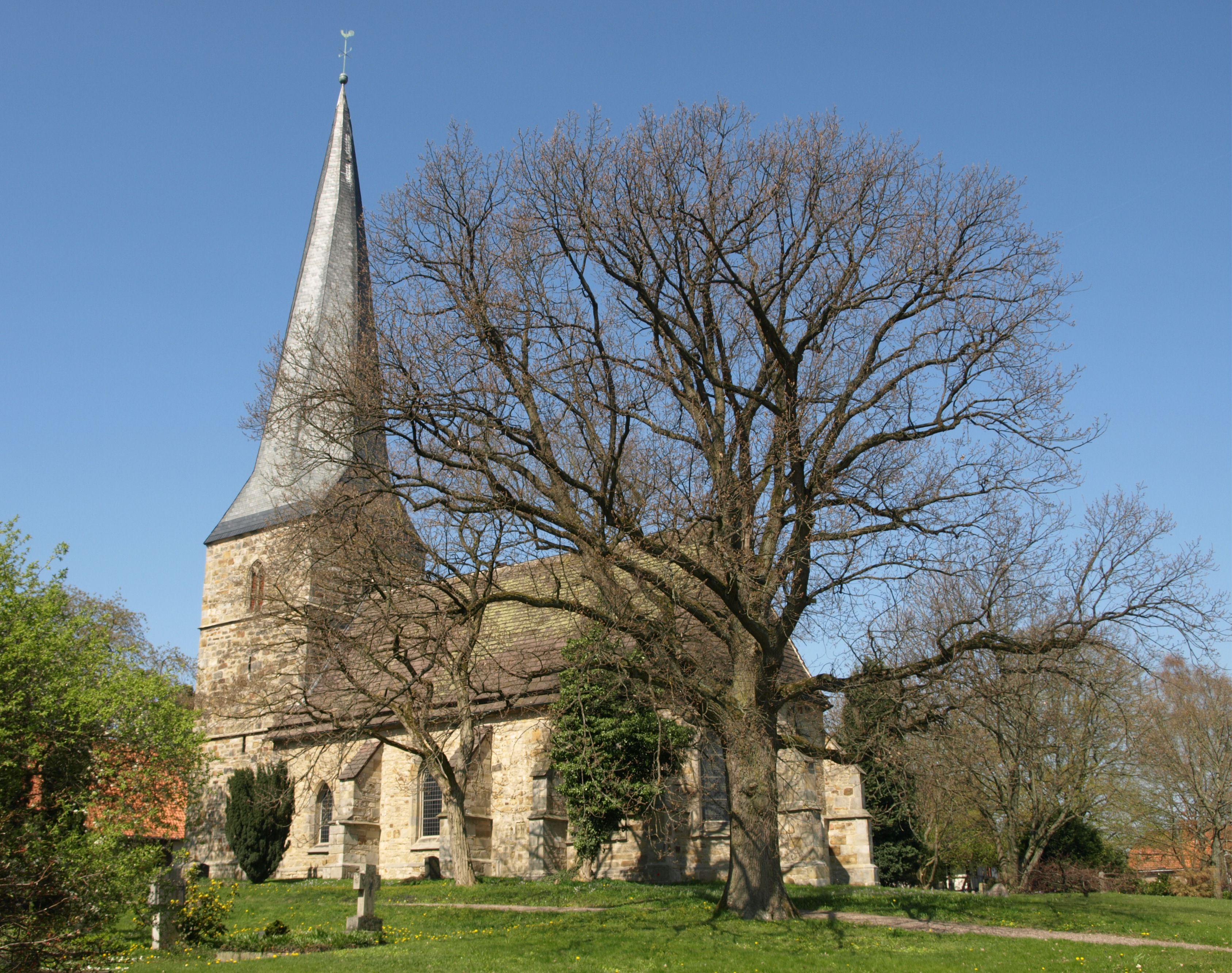
St.-Magnus-Kirche in Beber

- Die evangelisch-lutherische St.-Magnus-Kirche wurde zwischen 1499 und 1516 auf den Mauern eines Vorgängerbaus errichtet.
- Der Pfarrgarten ist ein vielseitiger Landschaftspark der 2006 aufwendig restauriert wurde. Eine Obstwiese, holzgerahmte Gemüsebeete und Bienenstöcke dienten früher dem Nebenerwerb der Pastoren. Führungen durch den Park sind möglich.

## Wirtschaft und Infrastruktur

### Unternehmen
Auf vielen Höfen in Beber und Rohrsen können Pferde, besonders Isländer, untergestellt werden. Auf den Höfen kann auch Reitunterricht genommen werden.
Im Dorf Beber gibt es weiterhin eine Metallschlosserei und einen Handwerksbetrieb für Elektrotechnik.

### Öffentliche Einrichtungen
- Zwischen Beber und Rohrsen befindet sich das 1936 erbaute und im Laufe der Zeit, immer wieder in Eigenleistung der Einwohner beider Orte, sanierte Freibad Beber-Rohrsen. Das Freibad wird seit 2005 von einem Verein (Freibad Freunde Beber-Rohrsen) betrieben, da die Stadt Bad Münder die Betriebsführung nicht mehr fortsetzen wollte.
- Am Ortsausgang von Beber Richtung Rohrsen befindet sich mit der Mehrzweckhalle eine Art Zentrum des gemeinschaftlichen Lebens beider Orte. In den 1960er Jahren entstand als erstes ein Schulgebäude, welches mittlerweile einen Kindergarten und den Ortsverein des Deutschen Roten Kreuzes beherbergt. Im Jahre 1977 wurde hinter dem Gebäude ein neuer Sportplatz gebaut. Ein großes Ziel war erreicht, als am 31. Dezember 1999 die mit viel Eigenleistung der Einwohner gebaute Mehrzweckhalle mit einer Silvesterparty eingeweiht werden konnte. Die Halle schließt direkt an das Gebäude der alten Schule an. Zusätzlich wurde eine Begegnungsstätte errichtet, welche den Einwohnern als Treffpunkt für Feiern oder einem netten Beisammensein dient.

### Vereine
- SV Germania Beber-Rohrsen (Fußball, Damengymnastik, Tischtennis, Aerobic, Badminton, Faustball, Kinderturnen, Reha-Sport)
- DLRG Beber-Rohrsen-Bad Münder
- Fördergemeinschaft Mehrzweckhalle
- DRK-Ortsverein Beber-Rohrsen
- Islandpferdefreunde Deister-Sünteltal
- Männergesangsverein Neue Liedertafel
- Freibad-Freunde Beber-Rohrsen
- Freiwillige Feuerwehr Beber